# 龍卡多爾島
13°34′N 80°04′W / 13.567°N 80.067°W

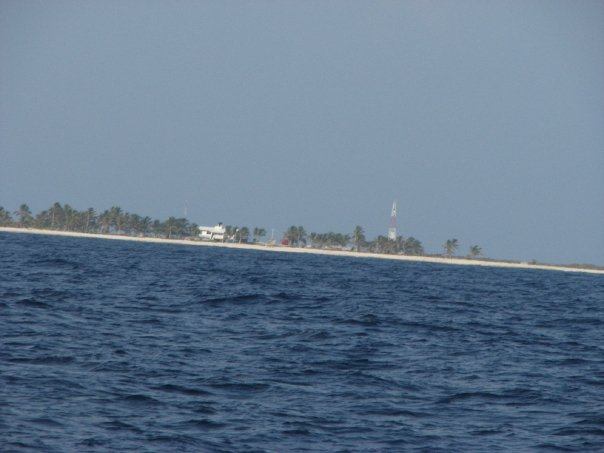

龍卡多爾島（Roncador Bank）是哥倫比亞的環礁，位於普羅維登西亞島以東140公里的加勒比海，由3座島嶼組成，長15公里、寬6公里，土地面積0.16公畝，總面積65平方公里，島上無人居住。

## 外部連結
- Lighthouse Details
- Serrana Bank and Roncador Bank
- Photos （页面存档备份，存于）